# Cornélio Pires
Cornélio Pires (Tietê, 13 de julho de 1884 — São Paulo, 17 de fevereiro de 1958) foi um jornalista, escritor, folclorista, empresário, ativista cultural e um importante etnógrafo da cultura caipira, o que lhe garantiu o apelido de bandeirante do folclore paulista.

## Biografia
Iniciou a sua carreira viajando pelas cidades do interior do estado de São Paulo e outros, como humorista caipira.
Em 1910, Cornélio Pires apresentou no Colégio Mackenzie, hoje Universidade Presbiteriana Mackenzie, em São Paulo, um espetáculo que reuniu catireiros, cururueiros e duplas de cantadores do interior. O Colégio Mackenzie foi fundado e sempre mantido pela Igreja Presbiteriana, à qual Cornélio Pires pertencia.
Ambicionando cursar a Faculdade de Farmácia, deslocou-se de Tietê para a cidade de São Paulo, a fim de prestar concurso de admissão. Não tendo obtido sucesso em seu intento, conseguiu empregar-se na redação do jornal O Comércio de São Paulo. Posteriormente trabalhou no jornal O Estado de S. Paulo, onde desempenhou a função de revisor. A partir de 1914, passou a trabalhar no periódico O Pirralho, fundado por Oswald de Andrade.
Foi autor de mais de vinte livros, nos quais procurou registrar o vocabulário, as músicas, os termos e expressões usadas pelos caipiras. No livro "Conversas ao Pé do Fogo", Cornélio Pires faz uma descrição detalhada dos diversos tipos de caipiras e, ainda no mesmo livro, ele publica o seu "Dicionário do Caipira". Na obra "Sambas e Cateretês" recolhe inúmeras letras de composições populares, muitas das quais hoje teriam caído no esquecimento se não tivessem sido registradas nesse livro. A importância de sua pesquisa começa a ser reconhecida nos meios acadêmicos no uso e nas citações que de sua obra faz Antonio Candido, professor na Universidade de São Paulo, um dos grandes estudioso da sociedade e da cultura caipira, especialmente no livro Os Parceiros do Rio Bonito.
Cornélio Pires foi o primeiro a conseguir que a indústria fonográfica brasileira lançasse, em 1928, em discos de 78 Rpm, a música caipira. Segundo José de Souza Martins, Cornélio Pires foi o criador da música sertaneja, mediante a adaptação da música caipira ao formato fonográfico e à natureza do espetáculo circense, já que a música caipira é originalmente música litúrgica do catolicismo popular, presente nas folias do Divino, no cateretê e na catira (dança ritual indígena, durante muito tempo vedada às mulheres, catolicizada no século XVI pelos padres jesuítas), no cururu (dança indígena que os missionários transformaram na dança de Santa Cruz, ainda hoje dançada no terreiro da igreja da Aldeia de Carapicuíba, em São Paulo, por descendentes dos antigos índios aldeados, nos primeiros dias de maio, na Festa da Santa Cruz, a mais caipira das festas rurais de São Paulo).
A criação de Cornélio Pires permitiu à nascente música caipira comercial, que chegou aos discos 78rpm, libertar-se da antiga música caipira original, ganhar vida própria e diversificar seu estilo. Atualmente a música caipira é chamada de música raiz para se diferenciar da música sertaneja. A música caipira dos discos 78rpm nasce, no final da década de 1920, como o último episódio de afirmação de uma identidade paulista após a abolição da escravatura, em 1888, que teve seu primeiro grande episódio na pintura, especialmente a do Ituano Almeida Júnior, expressa em obras como "Caipira picando fumo", "Amolação interrompida", dentre outras. A ironia e a crítica social da música sertaneja originalmente proposta por Cornélio Pires, situa-se na formação do nosso pensamento conservador, que se difundiu como crítica da modernidade urbana. O melhor exemplo disso é a "Moda do bonde camarão", uma das primeiras músicas sertanejas e uma ferina ironia sobre o mundo moderno.
Após encerrar a sua carreira jornalística, Cornélio Pires organizou o "Teatro Ambulante Cornélio Pires", viajando com o mesmo de cidade em cidade, aplaudido por onde passava.
Cornélio Pires é primo dos escritores Elsie Lessa, Orígenes Lessa, Ivan Lessa, Juliana Foster e Sergio Pinheiro Lopes.

## Cornélio Pires e o espiritismo
Cornélio Pires pertencia a uma extensa família de presbiterianos e, na juventude, frequentava as reuniões da igreja com os seus familiares.
Durante as suas viagens pelo interior do país, teve contato com vários fenômenos mediúnicos, particularmente algumas comunicações do espírito Emílio de Menezes, que muito o impressionaram. A partir de então passou a estudar as obras espíritas principalmente as de Allan Kardec, Léon Denis, Albert de Rochas e alguns livros psicografados pelo então jovem médium Francisco Cândido Xavier. A partir de então dedicou-se ao Espiritismo, com particular interesse pelos fenômenos de efeitos físicos.
Nos anos de 1944 a 1947 escreveu os livros "Coisas do outro mundo" e "Onde estás, ó Morte?", tendo falecido quando se dedicava à redação da obra "Coletânea Espírita".
Pouco antes de falecer, retornou à sua cidade natal, onde adquiriu uma chácara, tendo fundado a instituição Granja de Jesus, um lar para crianças desamparadas, que não teve a oportunidade de ver implantado.
Foi tio do jornalista espírita José Herculano Pires, tradutor e estudioso das obras de Allan Kardec e associado à corrente científica do Espiritismo brasileiro.